# Benito Medero
Benito Medero Sorhuet (Trinidad, 1922 - Montevideo, 14 de febrero de 2007) fue un hacendado y político uruguayo perteneciente al Partido Nacional.

## Familia
Casado con Julieta Ranzini Puig, tuvo seis hijos: Benito, María del Rosario, María de los Milagros, Juan Manuel, José y Juliana. 

## Carrera
Fue estanciero en su departamento de Flores, representando a la 5ª generación de su familia en tal tarea. 
Fue Intendente del departamento de Flores (1954-1955) y luego Concejal Departamental (1963-1964). En 1967 fue elegido diputado.
En la década de 1950 se unió a Alberto Gallinal Heber, Carlos Frick Davie y Carlos Pereira Iraola para crear la Sociedad de Praderas, una asociación honoraria con el objetivo de mejorar la productividad de las pasturas naturales uruguayas. 
En la década de 1960 creó y dirigió el Plan Agropecuario, con el objetivo de mejorar la productividad de las praderas naturales uruguayas utilizando tecnología de Nueva Zelanda con el apoyo del Banco Mundial. El programa fue muy exitoso hasta que en 1972 el Reino Unido ingresó a la CEE y cesó de comprar carne a Uruguay, los precios cayeron y el costo de las nuevas tecnologías se hizo insostenible. Este esfuerzo pionero trajo nuevas ideas y tecnología, que tuvieron un profundo impacto en la siguiente generación de agrónomos y estancieros. También tuvo un impacto de largo plazo que ayudó a mejorar el desempeño exportador de la lechería y los frigoríficos unas tres décadas después.
En 1962-1964 Medero fue presidente de la Asociación Rural del Uruguay.
En 1972 fue designado ministro de Ganadería y Agricultura por el presidente Juan María Bordaberry, representando a la agrupación aguerrondista. En su actividad como ministro construyó enormes silos en zonas que no los tenían. Estos silos generaron materia crítica en forma de infraestructura para el desarrollo de la agricultura y las cooperativas agrarias locales.
Falleció en 2007; le fueron rendidos honores de Ministro de Estado. Sus restos yacen en el Cementerio de Trinidad.